# Handelshögskolan i Umeå
Handelshögskolan i Umeå (Umeå School of Business, USBE) er en svensk Handelshøjskole for videregående uddannnelser på universitetsniveau der udbyder uddannelser indenfor erhvervsøkonomi, erhvervssprog og erhvervskommunikation.
Handelshøjskolen blev grundlagt i 1989 og har i dag ca. 2.000 studerende og 200 medarbejdere.